# Gresini Racing
Gresini Racing s.r.l. è una squadra motociclistica italiana fondata nel 1997 da Fausto Gresini, che l'ha diretta fino alla sua morte nel 2021.

## Storia

### Anni 90
Il debutto del Gresini Racing avviene nel 1997 nella classe 500, con Alex Barros in sella ad una Honda NSR 500 V2. I risultati conseguiti (un podio e nono posto nella classifica finale piloti) convincono la Honda ad equipaggiare la squadra nella stagione successiva con la più potente NSR 500 4 cilindri, con cui Barros ottiene 2 podi ed il 5º posto finale. Nel 1999 il team si sposta nella classe 250, con il campione del mondo uscente Loris Capirossi come unico pilota, il quale vince tre Gran Premi e si classifica al terzo posto nel mondiale.

### Anni 2000

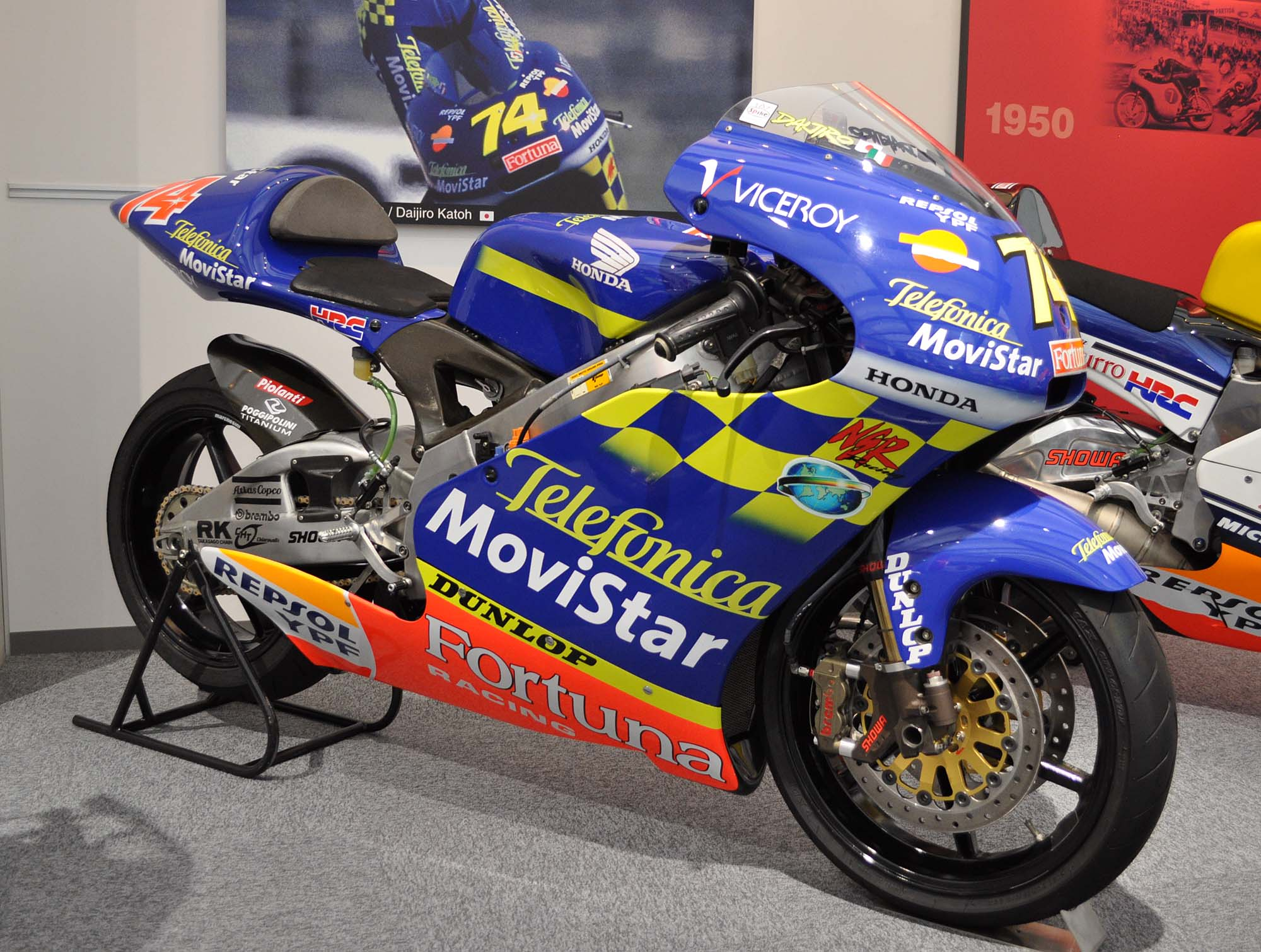
La NSR250 del team Telefonica Movistar Honda, con la quale Daijirō Katō vinse il mondiale della classe 250 nel 2001.

Nel 2000 continua la partecipazione alla classe 250, la coppia di piloti è composta da Vincent Philippe (che utilizza una TSR-Honda) e Daijirō Katō che ottiene punti in tutte le gare in calendario (vincendone quattro) e si classifica al terzo posto. Nel 2001, al confermato Katō, è affiancato lo spagnolo Emilio Alzamora. Il team vince il suo primo titolo mondiale con Daijirō Katō, che vince undici delle sedici gare previste, sopravanzando le Aprilia RSV 250 di Tetsuya Harada e Marco Melandri. Il nipponico supportato da una Honda RS250RW ottiene complessivamente 322 punti.
Nel 2002 tenta l'avventura nella classe MotoGP sempre con Katō, che finisce la stagione 7º, iniziando la stagione con una Honda NSR500 per poi portarla a termine con una Honda RC211V. Nel 2003 il team è subito funestato dalla morte di Daijirō Katō a Suzuka, Gran Premio del Giappone, al primo appuntamento stagionale. A fine stagione il suo compagno Sete Gibernau, con la Honda RC211V che era destinata a Katō, è 2º nel mondiale, il sostituto di Katō, Ryūichi Kiyonari, 20º.
Nella stagione 2004, Gibernau ottiene ancora il 2º posto nel Mondiale (e 100 punti in più del nuovo compagno di squadra Colin Edwards), ma in questa stagione dà seriamente filo da torcere al vincitore del mondiale, Rossi. Nel 2005 Gresini decide di affiancare Marco Melandri a Sete Gibernau. Lo spagnolo, nonostante potesse disporre della RC211V ufficiale, finisce la stagione con 70 punti in meno del ravennate, con una Honda "clienti", che arriva 2º nel mondiale dietro a Rossi, pur staccato di tanti punti. Per la stagione 2006, il posto lasciato da Gibernau viene preso da Toni Elías, la stagione si conclude con un 4º posto in classifica mondiale per Melandri, a 24 punti dal leader della classifica Hayden. Elías, invece, totalizza pressappoco la metà dei punti rispetto a Melandri, ma vince un gran premio sul circuito dell'Estoril. Per il 2007, anno di debutto delle 800cc, vengono riconfermati i due piloti, ma il team cambia fornitore di pneumatici, passando alla Bridgestone. Melandri si piazza quinto in classifica finale, ancora una volta primo tra le moto non ufficiali. A fine stagione il pilota italiano lascia il team dopo tre stagioni impreziosite da 5 vittorie e 17 podi complessivi. Per il 2008 vengono ingaggiati come piloti Alex De Angelis e Shin'ya Nakano. L'8 giugno 2008 la squadra celebra 200 gran premi nel motomondiale.
Per il 2009 è confermato il sammarinese De Angelis, ed è subentrato Toni Elías che nel 2008 era con Alice Team. Sia nel 2008 che nel 2009, però, la squadra non è più riuscita a raggiungere i risultati del passato, tornando a podio al Gran Premio motociclistico della Repubblica Ceca del 2009, con Toni Elías (che chiude terzo dopo una lotta con Andrea Dovizioso), piazzamento a podio che mancava dal secondo posto di Melandri a Sepang 2007.

### Anni 2010

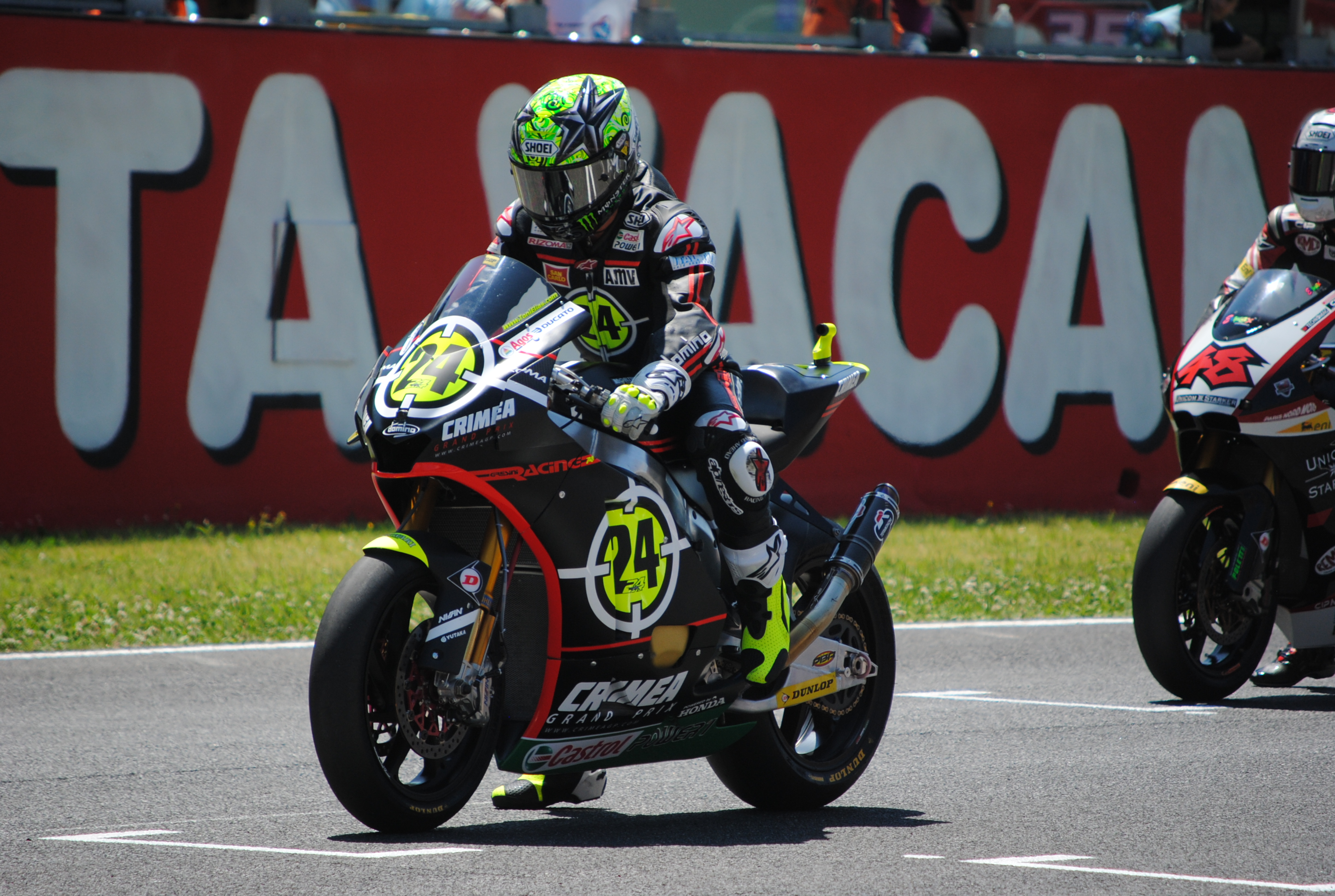
La Moriwaki MD600 del team Gresini Racing Moto2, con la quale Toni Elías vinse il mondiale nel 2010.

Per il 2010 hanno firmato Marco Simoncelli, campione 2008 in 250, e Marco Melandri per correre la stagione in MotoGP. Per quanto riguarda la Moto2, il team che per questa classe non ha lo stesso sponsor principale ma presenta delle livree sponsorizzate dal Crimea Grand Prix, ha presentato al via Toni Elías e il russo Vladimir Ivanov, con il primo che ho ottenuto il titolo mondiale.
Nella stagione 2011 è stato preso Hiroshi Aoyama e viene confermato Marco Simoncelli anche se quest'ultimo avrà una fornitura uguale a quella ufficiale del team HRC. Nella medesima stagione la squadra viene colpita da un nuovo lutto: in seguito a un grave incidente durante il Gran Premio della Malesia, Simoncelli perde la vita.

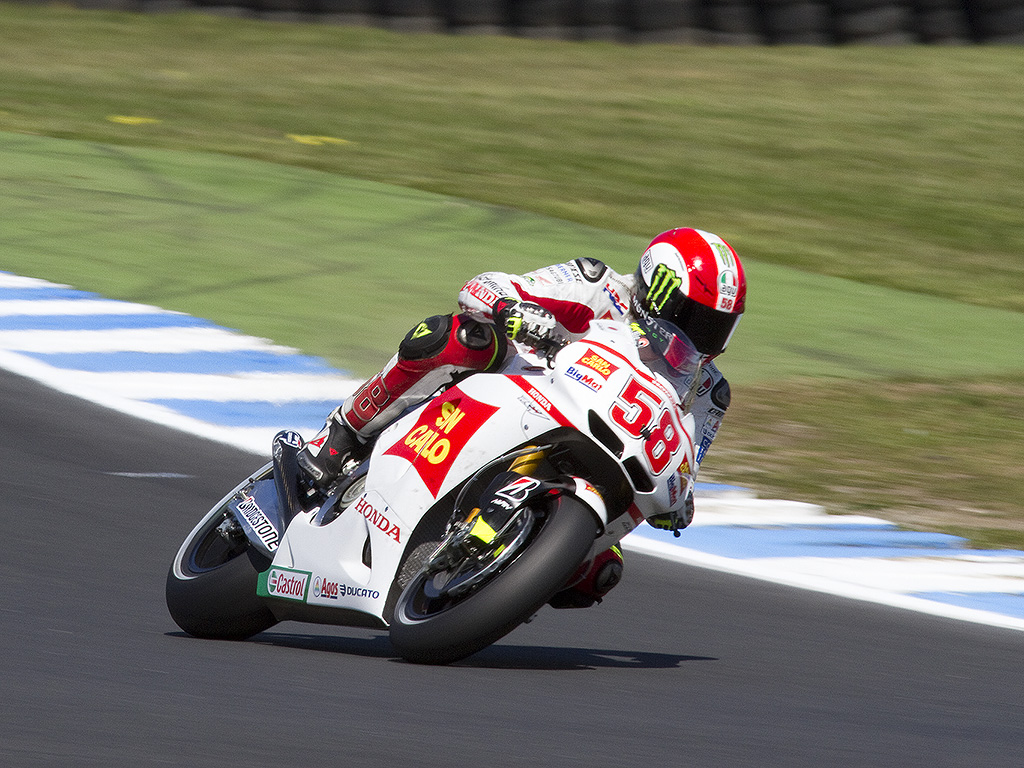
Marco Simoncelli sulla RC212V del team San Carlo Honda Gresini nel 2011.

L'anno successivo, il Gresini Racing ha scelto di correre la stagione 2012 cambiando la propria livrea da bianca a nera per ricordare Marco Simoncelli. Inoltre estende la sua partecipazione a tutte e 3 le classi del motomondiale e con tutti i tipi di motociclette ammesse: in MotoGP con la Honda RC213V per Álvaro Bautista e con la FTR MGP12 per Michele Pirro), in Moto2 con la Suter MMX per i piloti Gino Rea e Ratthapark Wilairot e in Moto3 con la FTR M312 con il pilota Niccolò Antonelli.
Nel 2015 il team Gresini stringe un accordo con Aprilia Racing, con il team che prende la denominazione di Aprilia Racing Team Gresini, in virtù di ciò viene utilizzata come moto la Aprilia RS-GP. I piloti per questa stagione sono: Álvaro Bautista e Marco Melandri, quest'ultimo sostituito a metà stagione dal tedesco Stefan Bradl.
Nel 2016 il team schiera nuovamente Bautista e Bradl con l'Aprilia in MotoGP. Nel 2017 il team si schiera nuovamente nelle tre classi del motomondiale. Utilizza le stesse motociclette della stagione precedente, andando a cambiare tre piloti su cinque rispetto al 2016. Nel 2018 il team schiera la coppia composta da Aleix Espargaró e Scott Redding in MotoGP. Una sola Kalex Moto2 nella classe di mezzo è guidata dallo spagnolo Jorge Navarro. La Moto3 è la classe in cui il team ottiene i risultati migliori di stagioneː i piloti Fabio Di Giannantonio e Jorge Martín vincono nove delle diciotto gare in calendario andando a chiudere il campionato nei primi due posti in classifica piloti. In questo contesto Gresini Racing vince la prima edizione della classifica a squadre di categoria. Nel CIV Moto3 con la Honda gareggiano Nicholas Spinelli, Luca Gresini e Riccardo Rossi.

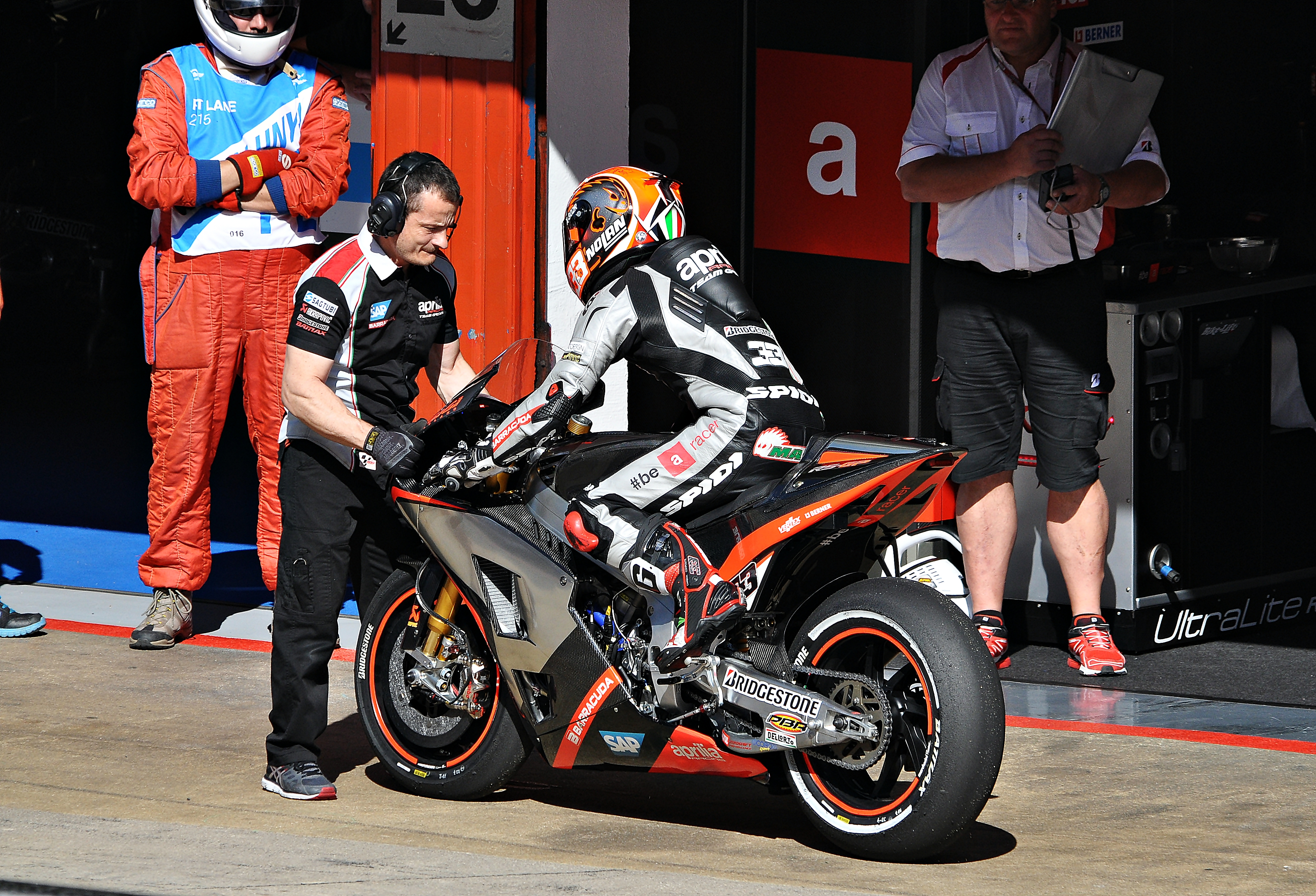
Marco Melandri ai box con la RS-GP dell'Aprilia Racing Team Gresini nel 2015.

Nel 2019 in MotoGP ci sono Andrea Iannone e Aleix Espargaró con l'Aprilia RS-GP. In Moto2, viene schierato il solo Sam Lowes e in Moto3 Riccardo Rossi (promosso dal CIV Moto3) e Gabriel Rodrigo. Nel CIV Moto3 corrono Alessandro Morosi, Leonardo Taccini e il confermato Luca Gresini, come nel mondiale, con la Honda. Nella MotoE corre Matteo Ferrari, dove vince il campionato. Nel CEV Moto2 corre sempre Matteo Ferrari. In questo campionato il Team Gresini è in associazione col team Laglisse.

### Anni 2020
Nel 2020 in MotoGP ci sono gli stessi piloti del 2019, Andrea Iannone e Aleix Espargaró, in gara con l'Aprilia. In sostituzione di Andrea Iannone, temporaneamente squalificato per doping (in attesa della sentenza definitiva del 15 ottobre), corre Bradley Smith, già collaudatore per la stessa squadra; la stagione termina all'undicesimo posto in classifica a squadre. Nella Moto2 invece, vengono schierati Nicolò Bulega ed Edgar Pons utilizzando due Kalex. Termina la stagione al dodicesimo posto in classifica a squadre. Nella Moto3 è confermato Gabriel Rodrigo e il debuttante Jeremy Alcoba con la Honda, Alcoba ottiene un podio e Rodrigo una pole position in stagione. Nella MotoE è presente Matteo Ferrari, che chiude secondo in campionato, in coppia con Alessandro Zaccone che chiude dodicesimo.
Nel 2021 Fausto Gresini muore a causa della malattia da COVID-19. La moglie Nadia Padovani decide di portare avanti l'azienda e i progetti del marito; il figlio Luca diventa team manager Moto2. Per la stagione i piloti ufficiali all'inizio sonoː il confermato Aleix Espargarò e Lorenzo Savadori, campione italiano Superbike 2020 sempre con Aprilia. Il 16 agosto viene annunciato l'ingaggio di Maverick Viñales. Il 29 Agosto sul circuito di Silverstone Aleix Espargarò riporta il team sul podio della classe maggiore arrivando 3º a poco più di 4 secondi dal vincitore. La stagione si conclude al nono posto nella classifica a squadre. In Moto2 la coppia di piloti è composta da Nicolò Bulega, che chiude ventiseiesimo, e da Fabio Di Giannantonio che chiude settimo e vince la sua prima gara in categoria a Jerez. La Moto3 con i piloti Gabriel Rodrigo e Jeremy Alcoba, entrambi sul podio in stagione, vede il team classificarsi all'ottavo posto. In MotoE Matteo Ferrari si classifica terzo andando a vincere l'ultima gara stagionale mentre Andrea Mantovani chiude quattordicesimo.

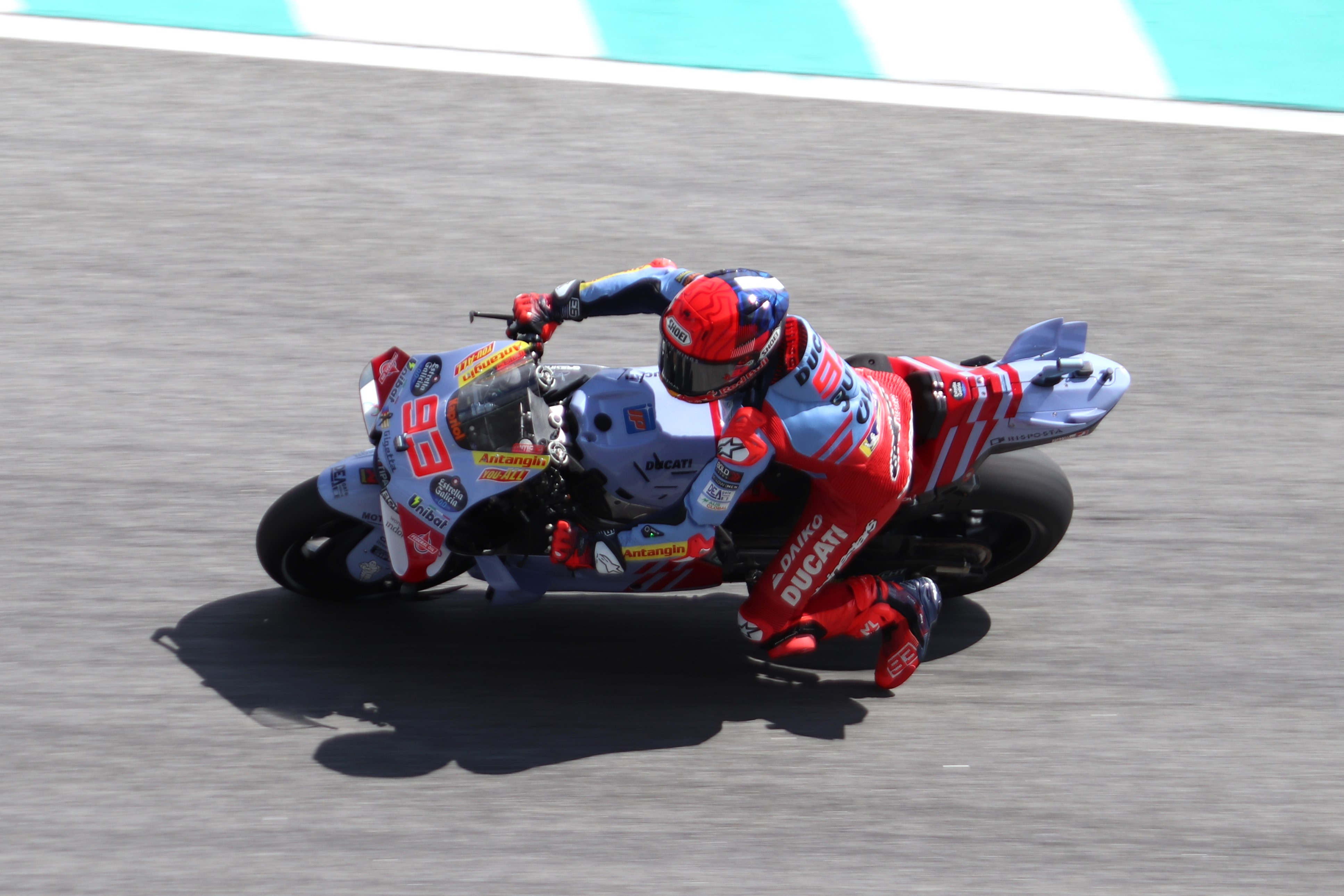
Marc Márquez sulla Ducati Desmosedici del team Gresini Racing nel 2024.

Il 2022 vede il team competere in tre delle quattro classi del Motomondialeː la MotoGP (dove terminata la collaborazione tecnica con Aprilia il team schiera due Ducati Desmosedici), la Moto2 e la MotoE. In MotoE, al confermato Matteo Ferrari viene affiancato Alessio Finello. Ferrari, autore di due vittorie stagionali (Mugello e Misano) si conferma al terzo posto in classifica mentre Finello chiude ventesimo. In Moto2 la coppia di piloti è composta da Filip Salač e Alessandro Zaccone, entrambi all'esordio in questa categoria. Salač conquista il primo podio al Gran Premio di Thailandia, in condizioni di gara bagnata, e chiude al ventesimo posto in classifica. Zaccone conclude quattro gare in zona punti e si classifica al ventiquattresimo posto, mentre il team chiude al tredicesimo posto in classifica a squadre.
Nella MotoGP, dopo sette anni con le Aprilia RS-GP, il team passa a Ducati come Team Indipendente. Vengono schierati l'esordiente Fabio Di Giannantonio ed Enea Bastianini. Di Giannantonio conquista i suoi primi punti giungendo tredicesimo al Gran Premio di Francia, si mette in evidenza segnando la pole position al Gran Premio d'Italia sul circuito del Mugello, dove conclude la gara all'undicesimo posto, con 24 punti chiude il campionato al ventesimo posto. Bastianini vince il Gran Premio del Qatar, ottenendo così il suo primo successo in MotoGP, nella prima fase del campionato ottiene altre due vittorie, nelle Americhe e in Francia, ponendosi come outsider nella lotta al mondiale e marciando per alcuni tratti anche come leader della classifica. Conclude il campionato al terzo posto finale, dietro al neo-iridato Bagnaia e al campione uscente Fabio Quartararo, cogliendo il suo migliore piazzamento in classe regina; si laurea inoltre miglior pilota tra gli indipendenti. L'annata termina al settimo posto in classifica a squadre. Nel 2023 il team si classifica al terzo posto nella graduatoria a squadre della MotoE. Tra i piloti Matteo Ferrari chiude al terzo posto dopo essere stato in corsa per il titolo mentre Alessio Finello si classifica sedicesimo. In Moto2 schiera il confermato Salač (che ottiene una pole ed un piazzamento a podio) e Jeremy Alcoba, a fine campionato Gresini Racing è settima nella classifica a squadre. In MotoGP al confermato Di Giannantonio viene affiancato Álex Márquez. Il campionato termina al sesto posto tra le squadre con Márquez che si impone in due sprint, novità regolamentare della stagione, e Di Giannantonio vincitore del Gran Premio del Qatar.
Confermati i piloti dell'annata precedente, nel 2024 Gresini Racing si classifica al sesto posto tra le squadre del mondiale MotoE. Trascinata dalle prestazioni del neo ingaggiato Marc Márquez, Gresini si colloca al terzo posto nella classifica squadre della MotoGP, davanti a diversi team ufficiali. Con l'inedita coppia di piloti, composta da Manuel González e Albert Arenas, arriva il quarto posto in Moto2, con una vittoria al Gran Premio del Giappone.

## Risultati MotoGP
I punti e il risultato finale sono la somma dei punti ottenuti da tutti i piloti (diversamente dalla classifica costruttori) e il risultato finale si riferisce al team e non al costruttore.
| Anno | Moto                      | Gomme | Piloti       |    |   |   |     |     |   |    |   |     |   |     |     |     |   |   |   |  |  |  |  |  |  | Punti | Pos. |
| ---- | ------------------------- | ----- | ------------ | -- | - | - | --- | --- | - | -- | - | --- | - | --- | --- | --- | - | - | - |  |  |  |  |  |  | ----- | ---- |
| 2002 | Honda NSR500 Honda RC211V | M     | Daijirō Katō | 10 | 4 | 2 | Rit | Rit | 8 | 12 | 7 | Rit | 2 | Rit | Rit | Rit | 5 | 4 | 4 |  |  |  |  |  |  | 117   | 8º   |

| Anno | Moto         | Gomme | Piloti           |     |   |     |    |    |    |    |    |    |    |    |    |    |    |    |    |  |  |  |  |  |  | Punti | Pos. |
| ---- | ------------ | ----- | ---------------- | --- | - | --- | -- | -- | -- | -- | -- | -- | -- | -- | -- | -- | -- | -- | -- |  |  |  |  |  |  | ----- | ---- |
| 2003 | Honda RC211V | M     | Sete Gibernau    | 4   | 1 | Rit | 1  | 7  | 3  | 1  | 2  | 1  | 2  | 4  | 2  | 4  | 2  | 4  | 2  |  |  |  |  |  |  | 299   | 4º   |
| 2003 | Honda RC211V | M     | Ryūichi Kiyonari |     |   |     | 13 | 13 | 11 | 17 | 14 | 18 | 15 | 16 | 15 | 11 | 21 | 19 | 14 |  |  |  |  |  |  | 299   | 4º   |
| 2003 | Honda RC211V | M     | Daijirō Katō     | Rit |   |     |    |    |    |    |    |    |    |    |    |    |    |    |    |  |  |  |  |  |  | 299   | 4º   |

| Anno | Moto         | Gomme | Piloti        |   |   |   |    |   |   |     |     |   |   |   |     |   |    |   |   |  |  |  |  |  |  | Punti | Pos. |
| ---- | ------------ | ----- | ------------- | - | - | - | -- | - | - | --- | --- | - | - | - | --- | - | -- | - | - |  |  |  |  |  |  | ----- | ---- |
| 2004 | Honda RC211V | M     | Sete Gibernau | 3 | 1 | 1 | 2  | 2 | 2 | Rit | Rit | 3 | 1 | 4 | 6   | 1 | 7  | 2 | 4 |  |  |  |  |  |  | 414   | 2º   |
| 2004 | Honda RC211V | M     | Colin Edwards | 7 | 7 | 5 | 12 | 5 | 6 | 6   | 5   | 2 | 7 | 9 | Rit | 2 | 11 | 4 | 8 |  |  |  |  |  |  | 414   | 2º   |

| Anno | Moto         | Gomme | Piloti         |   |     |   |   |     |   |   |     |     |   |     |     |     |   |   |   |     |  |  |  |  |  | Punti | Pos. |
| ---- | ------------ | ----- | -------------- | - | --- | - | - | --- | - | - | --- | --- | - | --- | --- | --- | - | - | - | --- |  |  |  |  |  | ----- | ---- |
| 2005 | Honda RC211V | M     | Marco Melandri | 3 | 4   | 3 | 4 | 4   | 3 | 2 | Rit | Rit | 7 | 6   | Rit | 5   | 2 | 4 | 1 | 1   |  |  |  |  |  | 370   | 3º   |
| 2005 | Honda RC211V | M     | Sete Gibernau  | 2 | Rit | 4 | 2 | Rit | 2 | 5 | 5   | Rit | 2 | Rit | Rit | Rit | 5 | 5 | 4 | Rit |  |  |  |  |  | 370   | 3º   |

| Anno | Moto         | Gomme | Piloti          |   |   |   |    |   |   |     |    |     |    |    |    |     |   |   |   |   |  |  |  |  |  | Punti | Pos. |
| ---- | ------------ | ----- | --------------- | - | - | - | -- | - | - | --- | -- | --- | -- | -- | -- | --- | - | - | - | - |  |  |  |  |  | ----- | ---- |
| 2006 | Honda RC211V | M     | Marco Melandri  | 5 | 7 | 1 | 7  | 1 | 6 | Rit | 7  | 3   | 2  | 3  | 5  | 9   | 1 | 3 | 8 | 5 |  |  |  |  |  | 344   | 4º   |
| 2006 | Honda RC211V | M     | Toni Elías      | 4 | 8 | 5 | 11 | 9 | 7 | Rit | NQ | Inf | 11 | 15 | 11 | Rit | 9 | 6 | 1 | 6 |  |  |  |  |  | 344   | 4º   |
| 2006 | Honda RC211V | M     | Michel Fabrizio |   |   |   |    |   |   |     |    | NQ  |    |    |    |     |   |   |   |   |  |  |  |  |  | 344   | 4º   |

| Anno | Moto         | Gomme | Piloti          |    |   |   |     |     |   |     |    |    |     |     |    |   |   |   |    |   |    |  |  |  |  | Punti | Pos. |
| ---- | ------------ | ----- | --------------- | -- | - | - | --- | --- | - | --- | -- | -- | --- | --- | -- | - | - | - | -- | - | -- |  |  |  |  | ----- | ---- |
| 2007 | Honda RC212V | B     | Marco Melandri  | 5  | 8 | 5 | 5   | 2   | 9 | 9   | 10 | 10 | 6   | 3   | NQ | 4 | 5 | 5 | 10 | 2 | 4  |  |  |  |  | 297   | 5º   |
| 2007 | Honda RC212V | B     | Toni Elías      | 14 | 4 | 2 | Rit | Rit | 6 | Rit | 12 | NQ | Inf | Inf | 11 | 7 | 8 | 3 | 15 | 6 | 10 |  |  |  |  | 297   | 5º   |
| 2007 | Honda RC212V | B     | Michel Fabrizio |    |   |   |     |     |   |     |    |    | 10  |     |    |   |   |   |    |   |    |  |  |  |  | 297   | 5º   |
| 2007 | Honda RC212V | B     | Miguel Duhamel  |    |   |   |     |     |   |     |    |    |     | Rit |    |   |   |   |    |   |    |  |  |  |  | 297   | 5º   |

| Anno | Moto         | Gomme | Piloti          |     |    |    |    |    |   |     |    |     |   |    |   |     |    |    |     |    |    |  |  |  |  | Punti | Pos. |
| ---- | ------------ | ----- | --------------- | --- | -- | -- | -- | -- | - | --- | -- | --- | - | -- | - | --- | -- | -- | --- | -- | -- |  |  |  |  | ----- | ---- |
| 2008 | Honda RC212V | B     | Shin'ya Nakano  | 13  | 9  | 10 | 10 | 10 | 9 | 9   | 9  | 8   | 9 | 10 | 4 | 12  | 17 | 8  | 5   | 5  | 7  |  |  |  |  | 189   | 6º   |
| 2008 | Honda RC212V | B     | Alex De Angelis | Rit | 14 | 11 | 16 | 12 | 4 | Rit | 15 | Rit | 4 | 13 | 8 | Rit | 10 | 17 | Rit | 14 | 10 |  |  |  |  | 189   | 6º   |

| Anno | Moto         | Gomme | Piloti          |   |    |    |    |    |     |    |    |   |     |   |   |     |     |    |    |    |  |  |  |  |  | Punti | Pos. |
| ---- | ------------ | ----- | --------------- | - | -- | -- | -- | -- | --- | -- | -- | - | --- | - | - | --- | --- | -- | -- | -- |  |  |  |  |  | ----- | ---- |
| 2009 | Honda RC212V | B     | Toni Elías      | 9 | 15 | 9  | 10 | 14 | Rit | 12 | 6  | 6 | Rit | 3 | 9 | 6   | 6   | 10 | 7  | 6  |  |  |  |  |  | 226   | 5º   |
| 2009 | Honda RC212V | B     | Alex De Angelis | 6 | 13 | 14 | 11 | 15 | 12  | 10 | 11 | 5 | 4   | 8 | 2 | Rit | Rit | 4  | 12 | 10 |  |  |  |  |  | 226   | 5º   |

| Anno | Moto         | Gomme | Piloti           |    |    |    |   |     |    |     |    |     |    |     |    |   |    |   |   |   |    |  |  |  |  | Punti | Pos. |
| ---- | ------------ | ----- | ---------------- | -- | -- | -- | - | --- | -- | --- | -- | --- | -- | --- | -- | - | -- | - | - | - | -- |  |  |  |  | ----- | ---- |
| 2010 | Honda RC212V | B     | Marco Simoncelli | 11 | 11 | 10 | 9 | 7   | 9  | Rit | 6  | Rit | 11 | 7   | 14 | 7 | 6  | 8 | 6 | 4 | 6  |  |  |  |  | 228   | 5º   |
| 2010 | Honda RC212V | B     | Marco Melandri   | 13 | 8  | 6  | 5 | Rit | NP | 9   | 10 | 8   | 8  | Rit | 10 | 9 | 11 | 9 | 9 | 9 | 13 |  |  |  |  | 228   | 5º   |

| Anno | Moto         | Gomme | Piloti           |    |     |     |   |     |     |    |    |    |     |   |    |    |    |   |     |    |    |  |  |  |  | Punti | Pos. |
| ---- | ------------ | ----- | ---------------- | -- | --- | --- | - | --- | --- | -- | -- | -- | --- | - | -- | -- | -- | - | --- | -- | -- |  |  |  |  | ----- | ---- |
| 2011 | Honda RC212V | B     | Marco Simoncelli | 5  | Rit | Rit | 5 | 6   | Rit | 9  | 5  | 6  | Rit | 3 | 12 | 4  | 4  | 4 | 2   | AN |    |  |  |  |  | 232   | 4º   |
| 2011 | Honda RC212V | B     | Hiroshi Aoyama   | 10 | 4   | 7   | 8 | Rit | 9   |    | 11 | 15 | 10  | 9 | 9  | 11 | 11 | 9 | Rit | AN | 12 |  |  |  |  | 232   | 4º   |
| 2011 | Honda RC212V | B     | Kōsuke Akiyoshi  |    |     |     |   |     |     | 13 |    |    |     |   |    |    |    |   |     |    |    |  |  |  |  | 232   | 4º   |

| Anno | Moto                   | Gomme | Piloti          |    |     |    |    |    |    |     |     |    |     |     |    |    |    |    |    |    |   |  |  |  |  | Punti | Pos. |
| ---- | ---------------------- | ----- | --------------- | -- | --- | -- | -- | -- | -- | --- | --- | -- | --- | --- | -- | -- | -- | -- | -- | -- | - |  |  |  |  | ----- | ---- |
| 2012 | Honda RC213V FTR MGP12 | B     | Álvaro Bautista | 7  | 6   | 6  | 10 | 6  | 4  | Rit | 7   | 10 | 8   | 5   | 6  | 3  | 6  | 3  | 6  | 5  | 4 |  |  |  |  | 221   | 5º   |
| 2012 | Honda RC213V FTR MGP12 | B     | Michele Pirro   | NC | Rit | 14 | 14 | 14 | 13 | 9   | Rit | SQ | Rit | Rit | 14 | 10 | 15 | 15 | 12 | 14 | 5 |  |  |  |  | 221   | 5º   |

| Anno | Moto                   | Gomme | Piloti          |     |    |    |     |     |     |    |     |    |    |    |    |     |    |    |    |    |    |  |  |  |  | Punti | Pos. |
| ---- | ---------------------- | ----- | --------------- | --- | -- | -- | --- | --- | --- | -- | --- | -- | -- | -- | -- | --- | -- | -- | -- | -- | -- |  |  |  |  | ----- | ---- |
| 2013 | Honda RC213V FTR MGP13 | B     | Álvaro Bautista | 6   | 8  | 6  | 6   | Rit | Rit | 7  | 5   | 4  | 6  | 5  | 5  | 7   | 4  | 5  | 5  | 4  | 5  |  |  |  |  | 173   | 5º   |
| 2013 | Honda RC213V FTR MGP13 | B     | Bryan Staring   | Rit | 20 | 16 | Rit | 18  | 14  | 21 | Rit | 17 | 19 | 20 | 21 | Rit | 18 | 18 | SQ | 22 | 19 |  |  |  |  | 173   | 5º   |

| Anno | Moto                        | Gomme | Piloti          |     |     |     |    |    |    |     |    |    |     |    |     |    |    |    |   |     |    |  |  |  |  | Punti | Pos. |
| ---- | --------------------------- | ----- | --------------- | --- | --- | --- | -- | -- | -- | --- | -- | -- | --- | -- | --- | -- | -- | -- | - | --- | -- |  |  |  |  | ----- | ---- |
| 2014 | Honda RC213V Honda RCV1000R | B     | Álvaro Bautista | Rit | Rit | Rit | 6  | 3  | 8  | Rit | 7  | 9  | Rit | 10 | Rit | 8  | 7  | 10 | 6 | Rit | 16 |  |  |  |  | 170   | 5º   |
| 2014 | Honda RC213V Honda RCV1000R | B     | Scott Redding   | 7   | Rit | 14  | 13 | 12 | 13 | 12  | 12 | 11 | 9   | 11 | 10  | 13 | 10 | 16 | 7 | 10  | 10 |  |  |  |  | 170   | 5º   |

| Anno | Moto          | Gomme | Piloti          |     |     |    |    |    |    |     |    |    |    |    |     |    |    |    |    |    |    |  |  |  |  | Punti | Pos. |
| ---- | ------------- | ----- | --------------- | --- | --- | -- | -- | -- | -- | --- | -- | -- | -- | -- | --- | -- | -- | -- | -- | -- | -- |  |  |  |  | ----- | ---- |
| 2015 | Aprilia RS-GP | B     | Álvaro Bautista | Rit | 15  | 19 | 15 | 15 | 14 | 10  | 17 | 14 | 18 | 13 | 10  | 15 | 13 | 16 | 14 | 15 | 14 |  |  |  |  | 39    | 11º  |
| 2015 | Aprilia RS-GP | B     | Marco Melandri  | 21  | Rit | 20 | 19 | 18 | 18 | Rit | 19 |    |    |    |     |    |    |    |    |    |    |  |  |  |  | 39    | 11º  |
| 2015 | Aprilia RS-GP | B     | Michael Laverty |     |     |    |    |    |    |     |    | 20 |    |    |     |    |    |    |    |    |    |  |  |  |  | 39    | 11º  |
| 2015 | Aprilia RS-GP | B     | Stefan Bradl    |     |     |    |    |    |    |     |    |    | 20 | 14 | Rit | 16 | 18 | 18 | 21 | 10 | 18 |  |  |  |  | 39    | 11º  |

| Anno | Moto          | Gomme | Piloti          |     |    |    |     |    |     |    |     |    |    |    |     |    |    |    |    |    |    |  |  |  |  | Punti | Pos. |
| ---- | ------------- | ----- | --------------- | --- | -- | -- | --- | -- | --- | -- | --- | -- | -- | -- | --- | -- | -- | -- | -- | -- | -- |  |  |  |  | ----- | ---- |
| 2016 | Aprilia RS-GP | M     | Álvaro Bautista | 13  | 10 | 11 | Rit | 9  | Rit | 8  | Rit | 10 | 16 | 16 | 10  | 10 | 9  | 7  | 12 | 7  | 10 |  |  |  |  | 145   | 7º   |
| 2016 | Aprilia RS-GP | M     | Stefan Bradl    | Rit | 7  | 10 | 14  | 10 | 14  | 12 | 8   | NP | 19 | 14 | Rit | 12 | 10 | 10 | 11 | 17 | 13 |  |  |  |  | 145   | 7º   |

| Anno | Moto          | Gomme | Piloti          |    |     |     |    |     |     |     |     |     |    |    |     |     |    |    |     |     |     |  |  |  |  | Punti | Pos. |
| ---- | ------------- | ----- | --------------- | -- | --- | --- | -- | --- | --- | --- | --- | --- | -- | -- | --- | --- | -- | -- | --- | --- | --- |  |  |  |  | ----- | ---- |
| 2017 | Aprilia RS-GP | M     | Aleix Espargaró | 6  | Rit | 17  | 9  | Rit | Rit | Rit | 10  | 7   | 8  | 13 | Rit | Rit | 6  | 7  | Rit | Inf | inf |  |  |  |  | 67    | 12º  |
| 2017 | Aprilia RS-GP | M     | Sam Lowes       | 18 | Rit | Rit | 16 | 14  | 19  | 19  | Rit | Rit | 18 | 20 | Rit | Rit | 22 | 13 | 19  | Rit | Rit |  |  |  |  | 67    | 12º  |

| Anno | Moto          | Gomme | Piloti          |    |     |    |     |     |     |     |    |    |     |    |    |    |    |    |     |    |    |     |  |  |  | Punti | Pos. |
| ---- | ------------- | ----- | --------------- | -- | --- | -- | --- | --- | --- | --- | -- | -- | --- | -- | -- | -- | -- | -- | --- | -- | -- | --- |  |  |  | ----- | ---- |
| 2018 | Aprilia RS-GP | M     | Aleix Espargaró | 19 | Rit | 10 | Rit | 9   | Rit | Rit | 13 | NP | 15  | 17 | AN | 14 | 6  | 13 | Rit | 9  | 11 | Rit |  |  |  | 64    | 10º  |
| 2018 | Aprilia RS-GP | M     | Scott Redding   | 20 | 12  | 17 | 15  | Rit | Rit | 12  | 14 | 15 | Rit | 20 | AN | 21 | 16 | 16 | 19  | 13 | 19 | 11  |  |  |  | 64    | 10º  |

| Anno | Moto          | Gomme | Piloti          |    |    |     |    |     |    |     |    |     |    |    |     |    |    |     |     |    |    |    |  |  |  | Punti | Pos. |
| ---- | ------------- | ----- | --------------- | -- | -- | --- | -- | --- | -- | --- | -- | --- | -- | -- | --- | -- | -- | --- | --- | -- | -- | -- |  |  |  | ----- | ---- |
| 2019 | Aprilia RS-GP | M     | Aleix Espargaró | 10 | 9  | Rit | 11 | 12  | 11 | Rit | 12 | Rit | 18 | 14 | Rit | 12 | 7  | Rit | 15  | 10 | 13 | 9  |  |  |  | 106   | 9º   |
| 2019 | Aprilia RS-GP | M     | Andrea Iannone  | 14 | 17 | 12  | NP | Rit | 15 | 11  | 10 | 13  | 17 | 16 | 10  | NP | 11 | 15  | Rit | 6  | SQ | SQ |  |  |  | 106   | 9º   |

| Anno | Moto          | Gomme | Piloti           |    |     |     |    |    |    |    |     |    |     |    |     |     |    |     |  |  |  |  |  |  |  | Punti | Pos. |
| ---- | ------------- | ----- | ---------------- | -- | --- | --- | -- | -- | -- | -- | --- | -- | --- | -- | --- | --- | -- | --- |  |  |  |  |  |  |  | ----- | ---- |
| 2020 | Aprilia RS-GP | M     | Aleix Espargaró  | NE | Rit | Rit | 10 | 11 | 12 | 13 | Rit | 12 | 14  | 13 | Rit | Rit | 9  | 8   |  |  |  |  |  |  |  | 54    | 11º  |
| 2020 | Aprilia RS-GP | M     | Bradley Smith    | NE | 15  | 12  | 17 | 13 | 19 | 19 | 13  | 16 | Rit | 19 | 15  |     |    |     |  |  |  |  |  |  |  | 54    | 11º  |
| 2020 | Aprilia RS-GP | M     | Lorenzo Savadori | NE |     |     |    |    |    |    |     |    |     |    |     | Rit | 18 | Rit |  |  |  |  |  |  |  | 54    | 11º  |

| Anno | Moto          | Gomme | Piloti           |    |    |    |    |     |    |     |     |    |     |     |    |    |    |     |   |     |    |  |  |  |  | Punti | Pos. |
| ---- | ------------- | ----- | ---------------- | -- | -- | -- | -- | --- | -- | --- | --- | -- | --- | --- | -- | -- | -- | --- | - | --- | -- |  |  |  |  | ----- | ---- |
| 2021 | Aprilia RS-GP | M     | Aleix Espargaró  | 7  | 10 | 6  | 6  | Rit | 7  | Rit | 7   | 8  | Rit | 10  | 3  | 4  | 8  | Rit | 7 | Rit | 9  |  |  |  |  | 135   | 9º   |
| 2021 | Aprilia RS-GP | M     | Lorenzo Savadori | 19 | 20 | 14 | 19 | Rit | 15 | 15  | Rit | 16 | NP  | Inf | NP |    |    |     |   |     |    |  |  |  |  | 135   | 9º   |
| 2021 | Aprilia RS-GP | M     | Maverick Viñales |    |    |    |    |     |    |     |     |    |     |     |    | 18 | 13 |     | 8 | 16  | 16 |  |  |  |  | 135   | 9º   |

| Anno | Moto               | Gomme | Piloti                |    |    |     |    |     |    |    |     |     |    |    |    |     |    |    |    |    |    |     |    |  |  | Punti | Pos. |
| ---- | ------------------ | ----- | --------------------- | -- | -- | --- | -- | --- | -- | -- | --- | --- | -- | -- | -- | --- | -- | -- | -- | -- | -- | --- | -- |  |  | ----- | ---- |
| 2022 | Ducati Desmosedici | M     | Enea Bastianini       | 1  | 11 | 10  | 1  | Rit | 8  | 1  | Rit | Rit | 10 | 11 | 4  | Rit | 2  | 1  | 9  | 6  | 5  | 2   | 8  |  |  | 243   | 7º   |
| 2022 | Ducati Desmosedici | M     | Fabio Di Giannantonio | 17 | 18 | Rit | 21 | Rit | 18 | 13 | 11  | Rit | 8  | 14 | 22 | 11  | 20 | 19 | 17 | 18 | 20 | Rit | 15 |  |  | 243   | 7º   |

| Anno | Moto               | Gomme | Piloti                |     |    |     |    |     |     |    |     |      |    |    |     |     |     |     |   |      |    |    |    |  |  | Punti | Pos. |
| ---- | ------------------ | ----- | --------------------- | --- | -- | --- | -- | --- | --- | -- | --- | ---- | -- | -- | --- | --- | --- | --- | - | ---- | -- | -- | -- |  |  | ----- | ---- |
| 2023 | Ducati Desmosedici | M     | Fabio Di Giannantonio | Rit | 10 | 9   | 12 | 8   | 14  | 9  | Rit | 13   | 17 | 10 | 17  | Rit | 8   | 46  | 3 | 9    | 9  | 12 | 46 |  |  | 328   | 6º   |
| 2023 | Ducati Desmosedici | M     | Álex Márquez          | 59  | 35 | Rit | 8  | Rit | Rit | 78 | 69  | Rit1 | 54 | 6  | 119 | NP  | Inf | Inf | 9 | Rit8 | 21 | 64 | 68 |  |  | 328   | 6º   |

| Anno | Moto               | Gomme | Piloti       |    |     |      |    |    |    |    |   |    |    |    |      |    |    |      |      |    |     |     |    |  |  | Punti | Pos. |
| ---- | ------------------ | ----- | ------------ | -- | --- | ---- | -- | -- | -- | -- | - | -- | -- | -- | ---- | -- | -- | ---- | ---- | -- | --- | --- | -- |  |  | ----- | ---- |
| 2024 | Ducati Desmosedici | M     | Álex Márquez | 67 | Rit | 15   | 4  | 10 | 7  | 9  | 8 | 39 | 76 | 10 | Rit4 | 6  | 9  | Rit  | Rit7 | 15 | 105 | 4   | 45 |  |  | 565   | 3º   |
| 2024 | Ducati Desmosedici | M     | Marc Márquez | 45 | 162 | Rit2 | 26 | 2  | 32 | 42 | 4 | 26 | 4  | 4  | 1    | 15 | 34 | Rit3 | 3    | 12 | 114 | 122 | 27 |  |  | 565   | 3º   |

| Anno | Moto               | Gomme | Piloti          |    |    |     |    |      |      |    |    |     |      |    |     |     |  |  |  |  |  |  |  |  |  | Punti | Pos. |
| ---- | ------------------ | ----- | --------------- | -- | -- | --- | -- | ---- | ---- | -- | -- | --- | ---- | -- | --- | --- |  |  |  |  |  |  |  |  |  | ----- | ---- |
| 2025 | Ducati Desmosedici | M     | Álex Márquez    | 2  | 2  | 2   | 62 | 12   | Rit2 | 51 | 2  | 2   | Rit2 | 28 | Rit | 102 |  |  |  |  |  |  |  |  |  | 397   |      |
| 2025 | Ducati Desmosedici | M     | Fermín Aldeguer | 13 | 16 | Rit | 54 | Rit5 | 3    | 8  | 63 | 129 | Rit7 | 5  | 11  | 26  |  |  |  |  |  |  |  |  |  | 397   |      |

| Legenda | 1º posto        | 2º posto            | 3º posto            | A punti      | Senza punti        | Grassetto – Pole position Corsivo – Giro più veloce |
| Legenda | Gara non valida | Non qual./Non part. | Ritirato/Non class. | Squalificato | '-' Dato non disp. | Grassetto – Pole position Corsivo – Giro più veloce |